# Centrale nucléaire de North Anna
La centrale nucléaire de North Anna est située dans le comté de Louisa en Virginie, un État de l'est des États-Unis, sur un terrain de 4,4 km2.

## Description
La centrale est équipée de deux réacteurs à eau pressurisée (REP) construits par Westinghouse :
- North Anna 1 : 925 MWe, mis en service en 1978 pour 40 ans (2018)
- North Anna 2 : 917 MWe, mis en service en 1980 pour 40 ans (2020).

Le "Lake Anna" est un lac artificiel construit sur la rivière North Anna pour créer un réservoir de refroidissement de la centrale.
La centrale est exploitée par Dominion Generation et elle appartient aux actionnaires suivants :
- Dominion Virginia Power corporation (88,4 %)
- Old Dominion Electric Cooperative (11,6 %).

La compagnie Dominion exploite également les centrales de Surry, de Millstone et de Kewaunee.